# Sansei kawaii!
„Sansei kawaii!” (jap. 賛成カワイイ!) – trzynasty singel japońskiego zespołu SKE48, wydany w Japonii 20 listopada 2013 roku przez avex trax.
Singel został wydany w dziewięciu edycjach: czterech regularnych i czterech limitowanych (Type A, Type B, Type C, Type D) oraz „teatralnej” (CD). Osiągnął 1 pozycję w rankingu Oricon i pozostał na liście przez 22 tygodnie, sprzedał się w nakładzie 569 566 egzemplarzy. Singel zdobył status podwójnej platynowej płyty.

## Lista utworów
Wszystkie utwory zostały napisane przez Yasushiego Akimoto.

### Type A
| CD  | | | |      |
| Nr  | Tytuł | Kompozycja | Aranżacja | Czas |
| 1.  | „Sansei kawaii!” (jap. 賛成カワイイ!) | Sungho | Ikuta Machine | 4:43 |
| 2.  | „Koko de ippatsu” (jap. ここで一発) (wyk. Da~su~ & Tsu~ma~) | Osamu Masaki | Osamu Masaki | 4:05 |
| 3.  | „Michi wa naze tsuzuku no ka?” (jap. 道は なぜ続くのか？) (wyk. Aichi Toyota Senbatsu) | Yūichi Ichikawa | Yūichi "Masa" Nonaka | 4:09 |
| 4.  | „Zutto zutto saki no kyō” (jap. ずっとずっと先の今日) (wyk. Selection 18) | Teruhisa Yorimitsu | Yūichi "Masa" Nonaka | 4:22 |
| 5.  | „Sansei kawaii!” (jap. 賛成カワイイ!) (off vocal) | Sungho | Ikuta Machine | 4:43 |
| 6.  | „Koko de ippatsu” (jap. ここで一発) (off vocal) | Osamu Masaki | Osamu Masaki | 4:05 |
| 7.  | „Michi wa naze tsuzuku no ka?” (jap. 道は なぜ続くのか？) (off vocal) | Yūichi Ichikawa | Yūichi "Masa" Nonaka | 4:09 |
| 8.  | „Zutto zutto saki no kyō” (jap. ずっとずっと先の今日) (off vocal) | Teruhisa Yorimitsu | Yūichi "Masa" Nonaka | 4:22 |
| DVD | | | |      |
| Nr  | Tytuł | Tytuł | Tytuł | Czas |
| 1.  | „Sansei kawaii!” (jap. 賛成カワイイ!) (Music Video) | „Sansei kawaii!” (jap. 賛成カワイイ!) (Music Video) | „Sansei kawaii!” (jap. 賛成カワイイ!) (Music Video) |      |
| 2.  | „Koko de ippatsu” (jap. ここで一発) (Music Video) | „Koko de ippatsu” (jap. ここで一発) (Music Video) | „Koko de ippatsu” (jap. ここで一発) (Music Video) |      |
| 3.  | Tokuten eizō (jap. 特典映像) 1. Ishin-gun kekki shūkai (jap. 維新軍 決起集会) 2. Kessen I „Ganmen Pro Wrestling ~SKE48 no “kao” wa watashida!〜” (jap. 決戦I「顔面プロレス〜SKE48の“顔”はワタシだ!〜」) | Tokuten eizō (jap. 特典映像) 1. Ishin-gun kekki shūkai (jap. 維新軍 決起集会) 2. Kessen I „Ganmen Pro Wrestling ~SKE48 no “kao” wa watashida!〜” (jap. 決戦I「顔面プロレス〜SKE48の“顔”はワタシだ!〜」) | Tokuten eizō (jap. 特典映像) 1. Ishin-gun kekki shūkai (jap. 維新軍 決起集会) 2. Kessen I „Ganmen Pro Wrestling ~SKE48 no “kao” wa watashida!〜” (jap. 決戦I「顔面プロレス〜SKE48の“顔”はワタシだ!〜」) |      |

### Type B
| CD  | | | |      |
| Nr  | Tytuł | Kompozycja | Aranżacja | Czas |
| 1.  | „Sansei kawaii!” (jap. 賛成カワイイ!) | Sungho | Ikuta Machine | 4:43 |
| 2.  | „Itsunomanika, yowaimono ijime” (jap. いつのまにか、弱い者いじめ) (wyk. Selection 8) | Teshima Haruki, Yasufumi Chuji | Teshima Haruki, Yasufumi Chuji | 5:01 |
| 3.  | „Michi wa naze tsuzuku no ka?” (jap. 道は なぜ続くのか？) (wyk. Aichi Toyota Senbatsu) | Yūichi Ichikawa | Yūichi "Masa" Nonaka | 4:09 |
| 4.  | „Zutto zutto saki no kyō” (jap. ずっとずっと先の今日) (wyk. Selection 18) | Teruhisa Yorimitsu | Yūichi "Masa" Nonaka | 4:22 |
| 5.  | „Sansei kawaii!” (jap. 賛成カワイイ!) (off vocal) | Sungho | Ikuta Machine | 4:43 |
| 6.  | „Itsunomanika, yowaimono ijime” (jap. いつのまにか、弱い者いじめ) (off vocal) | Teshima Haruki, Yasufumi Chuji | Teshima Haruki, Yasufumi Chuji | 5:01 |
| 7.  | „Michi wa naze tsuzuku no ka?” (jap. 道は なぜ続くのか？) (off vocal) | Yūichi Ichikawa | Yūichi "Masa" Nonaka | 4:09 |
| 8.  | „Zutto zutto saki no kyō” (jap. ずっとずっと先の今日) (off vocal) | Teruhisa Yorimitsu | Yūichi "Masa" Nonaka | 4:22 |
| DVD | | | |      |
| Nr  | Tytuł | Tytuł | Tytuł | Czas |
| 1.  | „Sansei kawaii!” (jap. 賛成カワイイ!) (Music Video) | „Sansei kawaii!” (jap. 賛成カワイイ!) (Music Video) | „Sansei kawaii!” (jap. 賛成カワイイ!) (Music Video) |      |
| 2.  | „Itsunomanika, yowaimono ijime” (jap. いつのまにか、弱い者いじめ) (Music Video) | „Itsunomanika, yowaimono ijime” (jap. いつのまにか、弱い者いじめ) (Music Video) | „Itsunomanika, yowaimono ijime” (jap. いつのまにか、弱い者いじめ) (Music Video) |      |
| 3.  | Tokuten eizō II (jap. 特典映像II) 1. Ishin-gun kekki shūkai (jap. 維新軍 決起集会) 2. Kessen II „Ganmen Pro Wrestling ~SKE48 no “kao” wa watashida!〜” (jap. 決戦II「顔面プロレス〜SKE48の“顔”はワタシだ!〜」) | Tokuten eizō II (jap. 特典映像II) 1. Ishin-gun kekki shūkai (jap. 維新軍 決起集会) 2. Kessen II „Ganmen Pro Wrestling ~SKE48 no “kao” wa watashida!〜” (jap. 決戦II「顔面プロレス〜SKE48の“顔”はワタシだ!〜」) | Tokuten eizō II (jap. 特典映像II) 1. Ishin-gun kekki shūkai (jap. 維新軍 決起集会) 2. Kessen II „Ganmen Pro Wrestling ~SKE48 no “kao” wa watashida!〜” (jap. 決戦II「顔面プロレス〜SKE48の“顔”はワタシだ!〜」) |      |

### Type C
| CD  | | | |      |
| Nr  | Tytuł | Kompozycja | Aranżacja | Czas |
| 1.  | „Sansei kawaii!” (jap. 賛成カワイイ!) | Sungho | Ikuta Machine | 4:43 |
| 2.  | „Canary Syndrome” (jap. カナリアシンドローム) (wyk. Shirogumi) | Akeo Hayakawa | Takeshi Masuda | 4:22 |
| 3.  | „Michi wa naze tsuzuku no ka?” (jap. 道は なぜ続くのか？) (wyk. Aichi Toyota Senbatsu) | Yūichi Ichikawa | Yūichi "Masa" Nonaka | 4:09 |
| 4.  | „Zutto zutto saki no kyō” (jap. ずっとずっと先の今日) (wyk. Selection 18) | Teruhisa Yorimitsu | Yūichi "Masa" Nonaka | 4:22 |
| 5.  | „Sansei kawaii!” (jap. 賛成カワイイ!) (off vocal) | Sungho | Ikuta Machine | 4:43 |
| 6.  | „Canary Syndrome” (jap. カナリアシンドローム) (off vocal) | Akeo Hayakawa | Takeshi Masuda | 4:22 |
| 7.  | „Michi wa naze tsuzuku no ka?” (jap. 道は なぜ続くのか？) (off vocal) | Yūichi Ichikawa | Yūichi "Masa" Nonaka | 4:09 |
| 8.  | „Zutto zutto saki no kyō” (jap. ずっとずっと先の今日) (off vocal) | Teruhisa Yorimitsu | Yūichi "Masa" Nonaka | 4:22 |
| DVD | | | |      |
| Nr  | Tytuł | Tytuł | Tytuł | Czas |
| 1.  | „Sansei kawaii!” (jap. 賛成カワイイ!) (Music Video) | „Sansei kawaii!” (jap. 賛成カワイイ!) (Music Video) | „Sansei kawaii!” (jap. 賛成カワイイ!) (Music Video) |      |
| 2.  | „Itsunomanika, yowaimono ijime” (jap. いつのまにか、弱い者いじめ) (Music Video) | „Itsunomanika, yowaimono ijime” (jap. いつのまにか、弱い者いじめ) (Music Video) | „Itsunomanika, yowaimono ijime” (jap. いつのまにか、弱い者いじめ) (Music Video) |      |
| 3.  | Tokuten eizō III (jap. 特典映像I) 1. Ishin-gun kekki shūkai (jap. 維新軍 決起集会) 2. Kessen III „Ganmen Pro Wrestling ~SKE48 no “kao” wa watashida!〜” (jap. 決戦III「顔面プロレス〜SKE48の“顔”はワタシだ!〜」) | Tokuten eizō III (jap. 特典映像I) 1. Ishin-gun kekki shūkai (jap. 維新軍 決起集会) 2. Kessen III „Ganmen Pro Wrestling ~SKE48 no “kao” wa watashida!〜” (jap. 決戦III「顔面プロレス〜SKE48の“顔”はワタシだ!〜」) | Tokuten eizō III (jap. 特典映像I) 1. Ishin-gun kekki shūkai (jap. 維新軍 決起集会) 2. Kessen III „Ganmen Pro Wrestling ~SKE48 no “kao” wa watashida!〜” (jap. 決戦III「顔面プロレス〜SKE48の“顔”はワタシだ!〜」) |      |

### Type D
| CD  | | | |      |
| Nr  | Tytuł | Kompozycja | Aranżacja | Czas |
| 1.  | „Sansei kawaii!” (jap. 賛成カワイイ!) | Sungho | Ikuta Machine | 4:43 |
| 2.  | „Zakuro no mi wa yūutsu ga nantsubu tsumatteiru?” (jap. 石榴の実は憂鬱が何粒詰まっている？) (wyk. Akagumi) | Yasushi Watanabe | Yasushi Watanabe | 5:06 |
| 3.  | „Michi wa naze tsuzuku no ka?” (jap. 道は なぜ続くのか？) (wyk. Aichi Toyota Senbatsu) | Yūichi Ichikawa | Yūichi "Masa" Nonaka | 4:09 |
| 4.  | „Zutto zutto saki no kyō” (jap. ずっとずっと先の今日) (wyk. Selection 18) | Teruhisa Yorimitsu | Yūichi "Masa" Nonaka | 4:22 |
| 5.  | „Sansei kawaii!” (jap. 賛成カワイイ!) (off vocal) | Sungho | Ikuta Machine | 4:43 |
| 6.  | „Zakuro no mi wa yūutsu ga nantsubu tsumatteiru?” (jap. 石榴の実は憂鬱が何粒詰まっている？) (off vocal) | Yasushi Watanabe | Yasushi Watanabe | 5:06 |
| 7.  | „Michi wa naze tsuzuku no ka?” (jap. 道は なぜ続くのか？) (off vocal) | Yūichi Ichikawa | Yūichi "Masa" Nonaka | 4:09 |
| 8.  | „Zutto zutto saki no kyō” (jap. ずっとずっと先の今日) (off vocal) | Teruhisa Yorimitsu | Yūichi "Masa" Nonaka | 4:22 |
| DVD | | | |      |
| Nr  | Tytuł | Tytuł | Tytuł | Czas |
| 1.  | „Sansei kawaii!” (jap. 賛成カワイイ!) (Music Video) | „Sansei kawaii!” (jap. 賛成カワイイ!) (Music Video) | „Sansei kawaii!” (jap. 賛成カワイイ!) (Music Video) |      |
| 2.  | „Zakuro no mi wa yūutsu ga nantsubu tsumatteiru?” (jap. 石榴の実は憂鬱が何粒詰まっている？) (Music Video) | „Zakuro no mi wa yūutsu ga nantsubu tsumatteiru?” (jap. 石榴の実は憂鬱が何粒詰まっている？) (Music Video) | „Zakuro no mi wa yūutsu ga nantsubu tsumatteiru?” (jap. 石榴の実は憂鬱が何粒詰まっている？) (Music Video) |      |
| 3.  | Tokuten eizō IV (jap. 特典映像I) 1. Ishin-gun kekki shūkai (jap. 維新軍 決起集会) 2. Kessen IV „Ganmen Pro Wrestling ~SKE48 no “kao” wa watashida!〜” (jap. 決戦IV「顔面プロレス〜SKE48の“顔”はワタシだ!〜」) | Tokuten eizō IV (jap. 特典映像I) 1. Ishin-gun kekki shūkai (jap. 維新軍 決起集会) 2. Kessen IV „Ganmen Pro Wrestling ~SKE48 no “kao” wa watashida!〜” (jap. 決戦IV「顔面プロレス〜SKE48の“顔”はワタシだ!〜」) | Tokuten eizō IV (jap. 特典映像I) 1. Ishin-gun kekki shūkai (jap. 維新軍 決起集会) 2. Kessen IV „Ganmen Pro Wrestling ~SKE48 no “kao” wa watashida!〜” (jap. 決戦IV「顔面プロレス〜SKE48の“顔”はワタシだ!〜」) |      |

### Wer. teatralna
| CD |                                                                                        |                    |                      |      |
| Nr | Tytuł                                                                                  | Kompozycja         | Aranżacja            | Czas |
| 1. | „Sansei kawaii!” (jap. 賛成カワイイ!)                                                  | Sungho             | Ikuta Machine        | 4:43 |
| 2. | „Michi wa naze tsuzuku no ka?” (jap. 道は なぜ続くのか？) (wyk. Aichi Toyota Senbatsu) | Yūichi Ichikawa    | Yūichi "Masa" Nonaka | 4:09 |
| 3. | „Zutto zutto saki no kyō” (jap. ずっとずっと先の今日) (wyk. Selection 18)              | Teruhisa Yorimitsu | Yūichi "Masa" Nonaka | 4:22 |
| 4. | „SKE48 13th single medley”                                                             |                    |                      |      |
| 5. | „Sansei kawaii!” (jap. 賛成カワイイ!)                                                  | Sungho             | Ikuta Machine        | 4:43 |
| 6. | „Michi wa naze tsuzuku no ka?” (jap. 道は なぜ続くのか？) (wyk. Aichi Toyota Senbatsu) | Yūichi Ichikawa    | Yūichi "Masa" Nonaka | 4:09 |
| 7. | „Zutto zutto saki no kyō” (jap. ずっとずっと先の今日) (wyk. Selection 18)              | Teruhisa Yorimitsu | Yūichi "Masa" Nonaka | 4:22 |

## Skład zespołu
| „Sansei kawaii!” |
| --- |
| - SKE48 Team S: Anna Ishida, Masana Ōya, Yuria Kizaki, Yūka Nakanishi, Manatsu Mukaida - SKE48 Team S / AKB48 Team K: Jurina Matsui (środek) - SKE48 Team KII: Aya Shibata, Akari Suda, Akane Takayanagi, Airi Furukawa - SKE48 Team KII / AKB48 Team B: Mina Ōba - SKE48 Team E: Kanon Kimoto, Nanako Suga, Rena Matsui (środek) - SKE48 Team E / AKB48 Team K: Nao Furuhata - SKE48 Kenkyūsei: Ryōha Kitagawa |

| „Koko de ippatsu”                                   |
| --------------------------------------------------- |
| - Team KII: Akari Suda - Kenkyūsei: Kaori Matsumura |

| „Michi wa naze tsuzuku no ka?” |
| --- |
| - SKE48 Team S: Masana Ōya, Yuria Kizaki, Manatsu Mukaida - SKE48 Team S / AKB48 Team K: Jurina Matsui (środek) - SKE48 Team KII: Aya Shibata, Akari Suda, Akane Takayanagi, Airi Furukawa - SKE48 Team E: Kanon Kimoto, Rena Matsui (środek) - SKE48 Team E / AKB48 Team K: Nao Furuhata - SKE48 Kenkyūsei: Ryōha Kitagawa |

| „Zutto zutto saki no kyō” |
| --- |
| - SKE48 Team S: Kyōka Isohara, Masana Ōya, Yuria Kizaki, Makiko Saitō, Yūka Nakanishi - SKE48 Team S / AKB48 Team K: Matsui Jurina (środek) - SKE48 Team KII: Ami Kobayashi, Aya Shibata, Akari Suda, Akane Takayanagi, Airi Furukawa, Rina Matsumoto - SKE48 Team KII / AKB48 Team B: Mina Ōba - SKE48 Team E: Madoka Umemoto, Shiori Kaneko, Kanon Kimoto, Rena Matsui (środek) - SKE48 Kenkyūsei: Kaori Matsumura |

| „Itsunomanika, yowaimono ijime” |
| --- |
| - Team S: Yūna Egō, Sayaka Niidoi (środek) - Team KII: Haruka Futamura (środek) - Team E: Rion Azuma, Narumi Ichino, Tsugumi Iwanaga, Honoka Mizuno, Ami Miyamae |

| „Canary Syndrome” |
| --- |
| - Team S: Riho Abiru, Kyōka Isohara (środek), Risako Gotō, Makiko Saitō, Rika Tsuzuki - Team KII: Mikoto Uchiyama, Tomoko Katō, Ami Kobayashi, Mieko Satō, Rina Matsumoto - Team E: Mei Sakai, Reika Yamada - Kenkyūsei: Asana Inuzuka, Risa Ogino, Ruka Kitano, Yūna Kitahara |

| „Zakuro no mi wa yūutsu ga nantsubu tsumatteiru?” |
| --- |
| - Team S: Seira Satō, Aki Deguchi, Miki Yakata - Team KII: Rumi Katō, Yumana Takagi, Mai Takeuchi, Yukari Yamashita, Mizuho Yamada (środek) - Team E: Shiori Iguchi, Madoka Umemoto, Shiori Kaneko, Momona Kitō, Yukiko Kinoshita - Kenkyūsei: Shiori Aoki, Arisa Owaki, Haruka Kumazaki |

## Notowania
| Lista                             | Pozycja |
| --------------------------------- | ------- |
| Oricon Weekly Singles Chart       | 1       |
| Oricon Yearly Singles Chart       | 11      |
| Billboard Japan Hot 100           | 1       |
| Billboard Japan Hot Singles Sales | 1       |